# Rock Dog
Rock Dog (auf Chinesisch: 摇滚藏獒) ist ein 2016er Animationsfilm von Ash Brannon, der auf dem chinesischen Graphic Novel Tibetan Rock Dog von Zheng Jun basiert.
Der Film ist eine Koproduktion zwischen den chinesischen Huayi Brothers und den amerikanischen Mandoo Pictures. Die Vokalbesetzung umfasst Luke Wilson, Eddie Izzard, J.K. Simmons, Lewis Black, Kenan Thompson, Mae Whitman, Jorge Garcia, Matt Dillon und Sam Elliott.

## Handlung
Es scheint ein Zeichen von Gott zu sein, als plötzlich ein Radio vom Himmel fällt und genau in den Pfoten des kleinen tibetanischen Hundes Bodi landet, der eigentlich die Schafe seines Dorfs vor hungrigen Wölfen beschützen soll. Dieser sieht den Vorfall prompt als Zeichen und fühlt sich bestätigt, endlich seinen Traum zu verfolgen, ein großer Rockstar zu werden. Also verlässt er seine Heimat und begibt sich auf eine abenteuerliche Reise, die eine Reihe von unvorhergesehenen Ereignissen in Gang setzt...

## Besetzung
Die deutsche Synchronfassung entstand bei Berliner Synchron GmbH Wenzel Lüdecke unter der Regie und nach dem Dialogbuch von Frank Preissler.
| Rollenname        | Englischer Synchronsprecher | Chinesischer Synchronsprecher | Deutscher Synchronsprecher | Tierart       |
| ----------------- | --------------------------- | ----------------------------- | -------------------------- | ------------- |
| Bodi              | Luke Wilson                 | Guo Qilin                     | Markus Pfeiffer            | Mastiff       |
| Angus Scattergood | Eddie Izzard                | Lu Zhixing                    | Rainer Fritzsche           | Perserkatze   |
| Khampa            | J.K. Simmons                | Guo Degang                    | Helmut Krauss              | Mastiff       |
| Linnux            | Lewis Black                 | Yu Qian                       | Engelbert von Nordhausen   | Wolf          |
| Riff              | Kenan Thompson              | Sun Yue                       | Tim Sander                 | Wolf          |
| Darma             | Mae Whitman                 | Shao Bing                     | Maja Maneiro               | Rotfuchs      |
| Germur            | Jorge Garcia                | Zhu Yunfeng                   | Tobias Nath                | Ziege         |
| Trey              | Matt Dillon                 | Liu Yun                       | Charles Rettinghaus        | Schneeleopard |
| Fleetwood Yak     | Sam Elliott                 | Feng Xiaogang                 | Jan Spitzer                | Yak           |